# Еберардо Виљалобос
Еберардо Виљалобос (1. марта 1908 — 26. јуна 1964) био је чилеански фудбалер. Играо је на позицији нападача. Представљао је чилеанску репрезентацију у три меча на ФИФА-ином светском првенству 1930. Играо је у чилеанској лиги за Ренџерс.